# Erik Hagen
Erik Bjørnstad Hagen (Veme, 20 juli 1975) is een voormalig betaald voetballer uit Noorwegen die speelde als verdediger. Hij stond tot 2012 onder contract bij Hønefoss BK na eerder in onder meer Engeland en Rusland te hebben gespeeld. Zijn bijnaam luidde "Panzer".

## Interlandcarrière
Onder leiding van bondscoach Åge Hareide maakte Hagen op 29-jarige leeftijd zijn debuut voor het Noors voetbalelftal op 9 oktober 2004 in het WK-kwalificatie tegen Schotland (0-1). Hij speelde in totaal 28 interlands en scoorde drie keer voor zijn vaderland in de periode 2004-2007.

## Omkoopschandaal
Op 2 april 2014 erkent Hagen tegenover de Noorse krant Verdens Gang dat hij een scheidsrechter heeft omgekocht toen hij voor Zenit Sint-Petersburg speelde. De verdediger betaalde omgerekend 2200 euro om tijdens een Europese wedstrijd de arbiter in het voordeel van de ploeg uit Rusland te laten fluiten. Zijn ploeggenoten legden hetzelfde bedrag op tafel. Volgens het Russische persbureau Itar-Tass ging het om de wedstrijd tegen Vitória Guimarães uit oktober 2005. De scheidsrechter van dienst destijds heeft de beschuldigingen afgedaan als onzin.

## Erelijst
Vålerenga IF
- 1. divisjon

2001
- Noorse beker

2002, 2008